# Elatostema mongiensis
Elatostema mongiensis är en nässelväxtart som beskrevs av Lauterbach. Elatostema mongiensis ingår i släktet Elatostema och familjen nässelväxter. Inga underarter finns listade i Catalogue of Life.